# كامبو ليمبو باوليستا
كامبو ليمبو باوليستا هي إحدى مقاطعات ولاية ساو باولو في البرازيل. وقدر عدد سكانها في سنة 2006 ب 77277 نسمة، كما تبلغ مساحتها حوالي 80.267 كيلومتر مربع. يبلغ ارتفاعها على سطح البحر 745 متر.

## أعلام
- غرافيتي